# Holothrix triloba
Holothrix triloba är en orkidéart som först beskrevs av Robert Allen Rolfe, och fick sitt nu gällande namn av Friedrich Fritz Wilhelm Ludwig Kraenzlin. Holothrix triloba ingår i släktet Holothrix och familjen orkidéer. Inga underarter finns listade i Catalogue of Life.